# Советское Руно
Сове́тское Руно́ — посёлок в Ипатовском районе (городском округе) Ставропольского края Российской Федерации. 

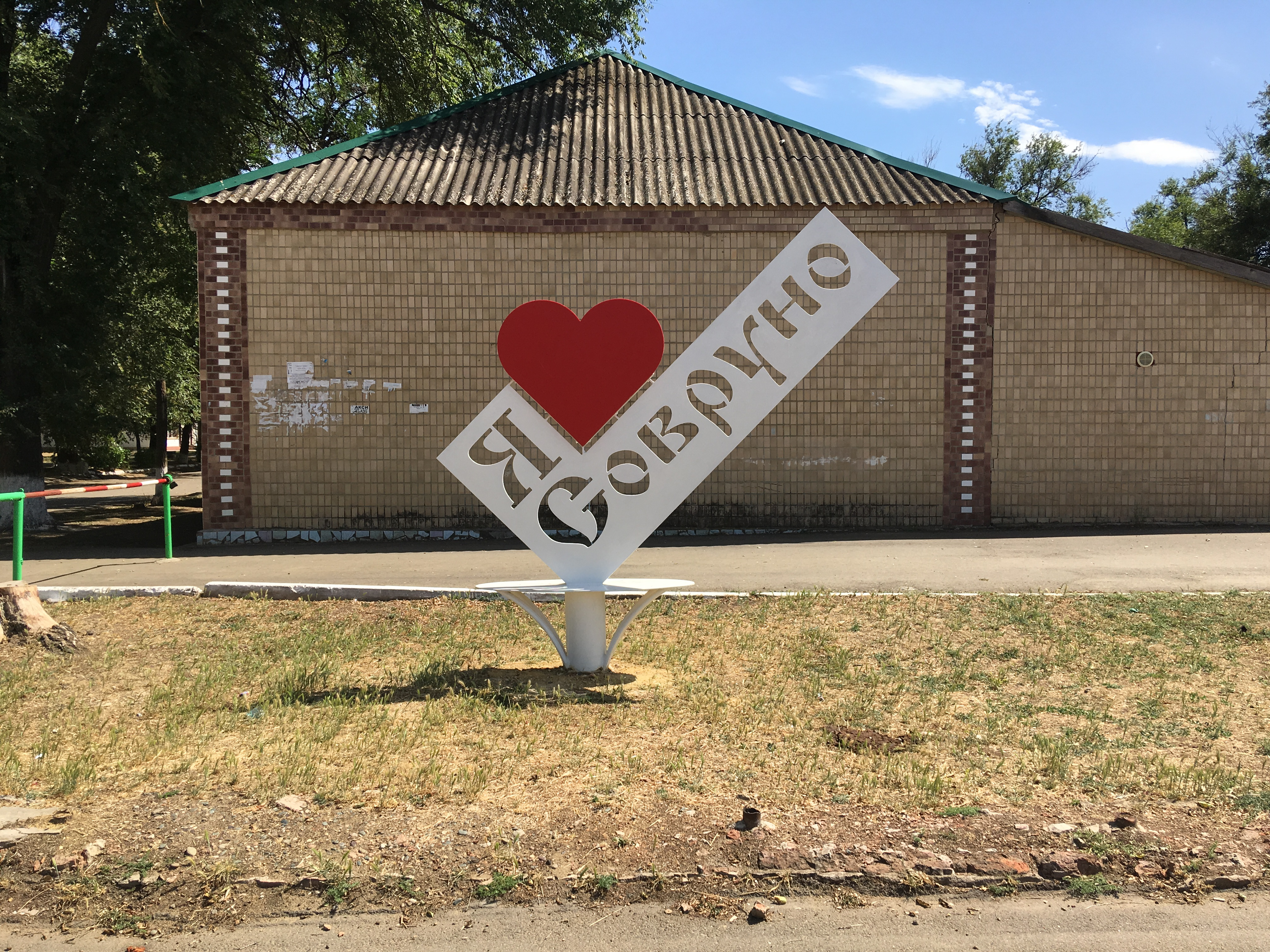
Арт-объект в посёлке Советское Руно

## География
Расстояние до краевого центра: 123 км. Расстояние до районного центра: 26 км.

## История
По данным В. Н. Кротенко, совхоз «Советское Руно» (ранее — совхоз № 5 Сальского округа Северо-Кавказского края) «образовался в 1920 году из бывших частных владений Султан-Гирея, Пшиванова, Натарова, Бландорова, Сысоева и Лосева». В 1928 году был передан в Ставропольский округ. В 1930 году переименован в овцеводческий совхоз № 11 «Советское Руно».
До 1 мая 2017 года посёлок был административным центром упразднённого Советскорунного сельсовета.

## Население
| 1989 | 2002  | 2010  | 2014  | 2021  | 2023  |
| ---- | ----- | ----- | ----- | ----- | ----- |
| 1943 | ↗2014 | ↗2048 | ↘2000 | ↘1836 | ↘1790 |

По данным переписи 2002 года, 95 % населения — русские.

## Инфраструктура
- Советскорунное социально-культурное объединение
- Фельдшерско-акушерский пункт[12]
- Предприятие «Ставропольское руно». Основано в 1921 году как племовцезавод «Советское руно». Награждено орденом Трудового Красного Знамени[13]
- Сбербанк России, Филиал № 1856/01856
- Спорткомлекс со спортивным и тренажёрными залами[14]
- Кладбище посёлка Советское Руно (общественное открытое). Расположено в 3,3 км на север от посёлка. Площадь участка 20 тыс. м²[15].

## Образование
- Детский сад № 15 «Ромашка»
- Средняя общеобразовательная школа № 7

## Транспорт
Автомобильная дорога «Ипатово-Совруно»

## Культура и искусство
- Дом культуры[16]. Открыт 29 октября	1971 года[17]
- Казачий ансамбль «Веселы привалы» (обладатель диплома лауреата III степени Международного телевизионного конкурса «Талант—2017»)[18][19].
- Кукольный театр «Теремок»[20]

## Люди, связанные с посёлком
- Алексеенко, Георгий Иванович (1907 — ?) — участник Великой Отечественной войны, старший чабан племенного овцеводческого совхоза «Советское руно». Герой Социалистического Труда (22.10.1949)
- Безгин, Сергей Фёдорович (14.11.1910, с. Труновское, Труновского района — 31.01.1957, пос. Советское Руно, Ипатовского городского округа) — Герой Социалистического труда[21]
- Выблов, Василий Дмитриевич (1936-2011) — старший чабан госплемовцезавода «Советское руно», Герой Социалистического Труда (1983)[17]
- Выблов, Семён Наумович( 12.12.1898, д. Богдановка Курской области - 11.12.1984, пос. Советское Руно Ипатовского района) — участник Великой Отечественной войны, старший чабан племенного овцеводческого совхоза «Советское руно» Министерства совхозов СССР, Ипатовский район, Ставропольский край. Герой Социалистического Труда (30.01.1948)[22].

## Археологические памятники
В окрестностях посёлка выявлены курганные могильники «Айгурский 1», «Айгурский 2» и «Совруно 1».
Курганный могильник XIV века «Айгурский 1» находится на правом берегу реки Айгурка. При его раскопках обнаружены элементы конского снаряжения, стеклянные, серебряные, бронзовые украшения и другие изделия, очевидно принадлежавшие знатным кочевникам. В пойме реки расположен ещё один могильник — «Айгурский 2», на территории которого выявлены погребения эпохи неолита; майкопской, ямной, катакомбной культур; раннего железного века; раннего и позднего средневековья.
В ходе исследования курганного могильника эпохи средневековья «Совруно 1» под насыпью одного из курганов были найдены 2 сырцовых мавзолея (аналогичные строения имеются в Нижнем Поволжье), под насыпью второго — захоронение кочевника, включавшее оружие и конское снаряжение.
Погребальный инвентарь всех трёх могильников представлен предметами, относящимися к эпохе Золотой Орды. Данные археологические памятники имеют большое научное, историческое и культурное значение, составляют часть историко-культурного наследия Ставропольского края.